# Wacław Czarnecki
Wacław Leon Czarnecki (ur. 2 sierpnia 1902 w Warszawie, zm. 16 maja 1990 tamże) – polski dziennikarz i pisarz, członek Związku Niezależnej Młodzieży Socjalistycznej, Polskiej Partii Socjalistycznej, zaś po wojnie ZBoWiD-u i Stowarzyszenia Dziennikarzy Polskich. Więzień hitlerowskich obozów koncentracyjnych Majdanek i Buchenwald, działacz tajnych komunistycznych i antyfaszystowskich organizacji w Buchenwaldzie.

## Życiorys

### PrzedII wojną światową
Był synem Julii. 

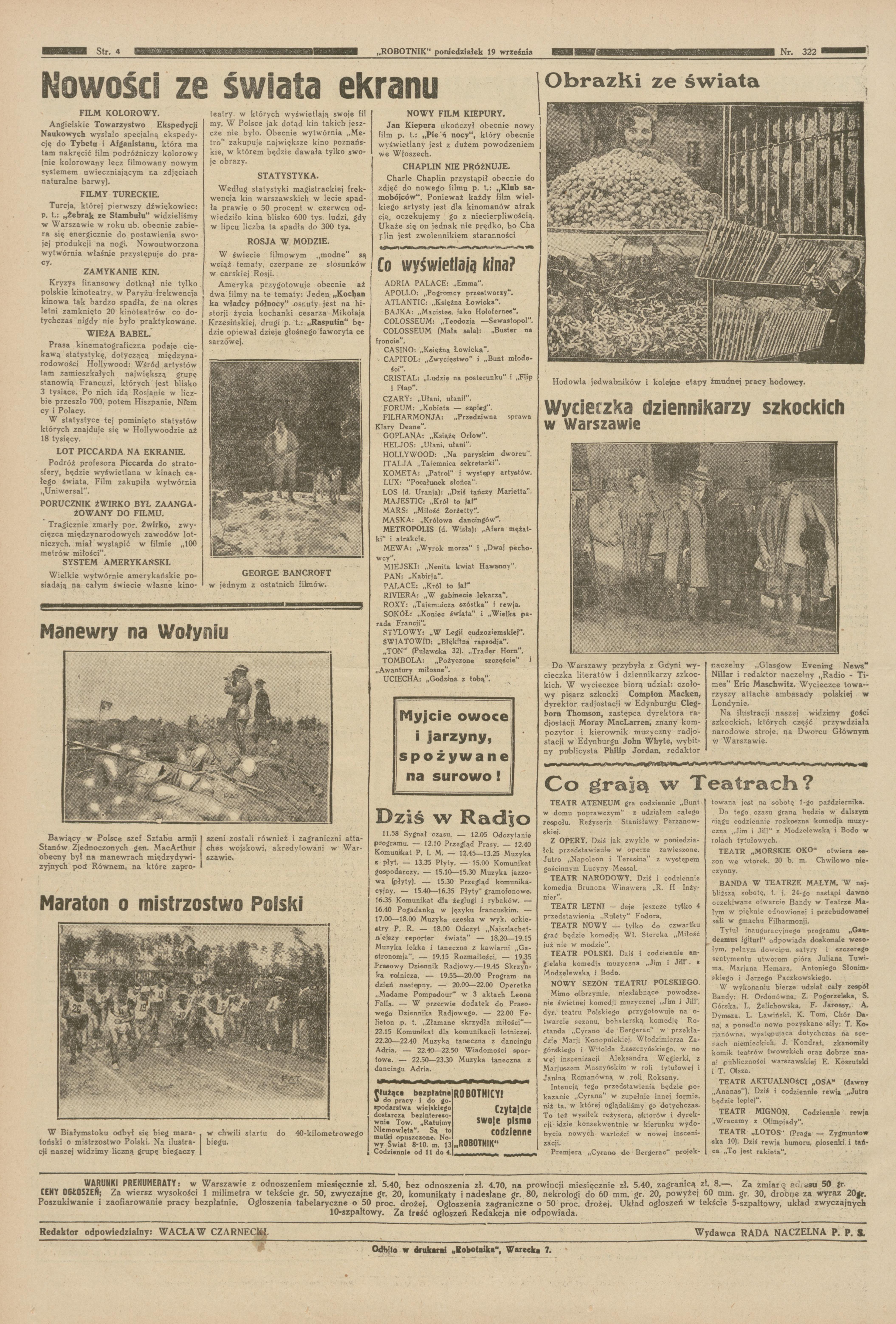
Widoczne w stopce u dołu nazwisko Wacława Czarneckiego jako redaktora odpowiedzialnego, dziennik „Robotnik” z września 1932 r.

W młodym wieku, w dwudziestoleciu międzywojennym, zaczął pracować jako dziennikarz. Był zatrudniony w kilku czasopismach o charakterze politycznym i profilu socjalistycznym. Pełnił funkcję redaktora założonego przez Władysława Szczepańskiego w 1925 roku pisemka zatytułowanego „Przebojem: centralny organ Związku Polskiej Młodzieży Socjalistycznej szkół średnich i zawodowych”, które ukazywało się niespełna rok, a może zakończyło swój żywot na jednym tylko numerze. Jako jeden z czołowych warszawskich aktywistów ZNMS znalazł się nadto w redakcji miesięcznika „Płomienie” wydawanego przez ZNMS w latach 1931–1933. W końcu przez jedenaście lat pisał dla organu PPS-u, socjalistycznego pisma Robotnik, którego pierwszy numer ukazał się jeszcze w XIX wieku. Był jego redaktorem odpowiedzialnym, a takżez ostatnim, dziewiątym członkiem redakcji działu sportowego, w którym pracował „początkowo jako korektor, następnie miejski sprawozdawca i reportażysta”.

### Lata wojny

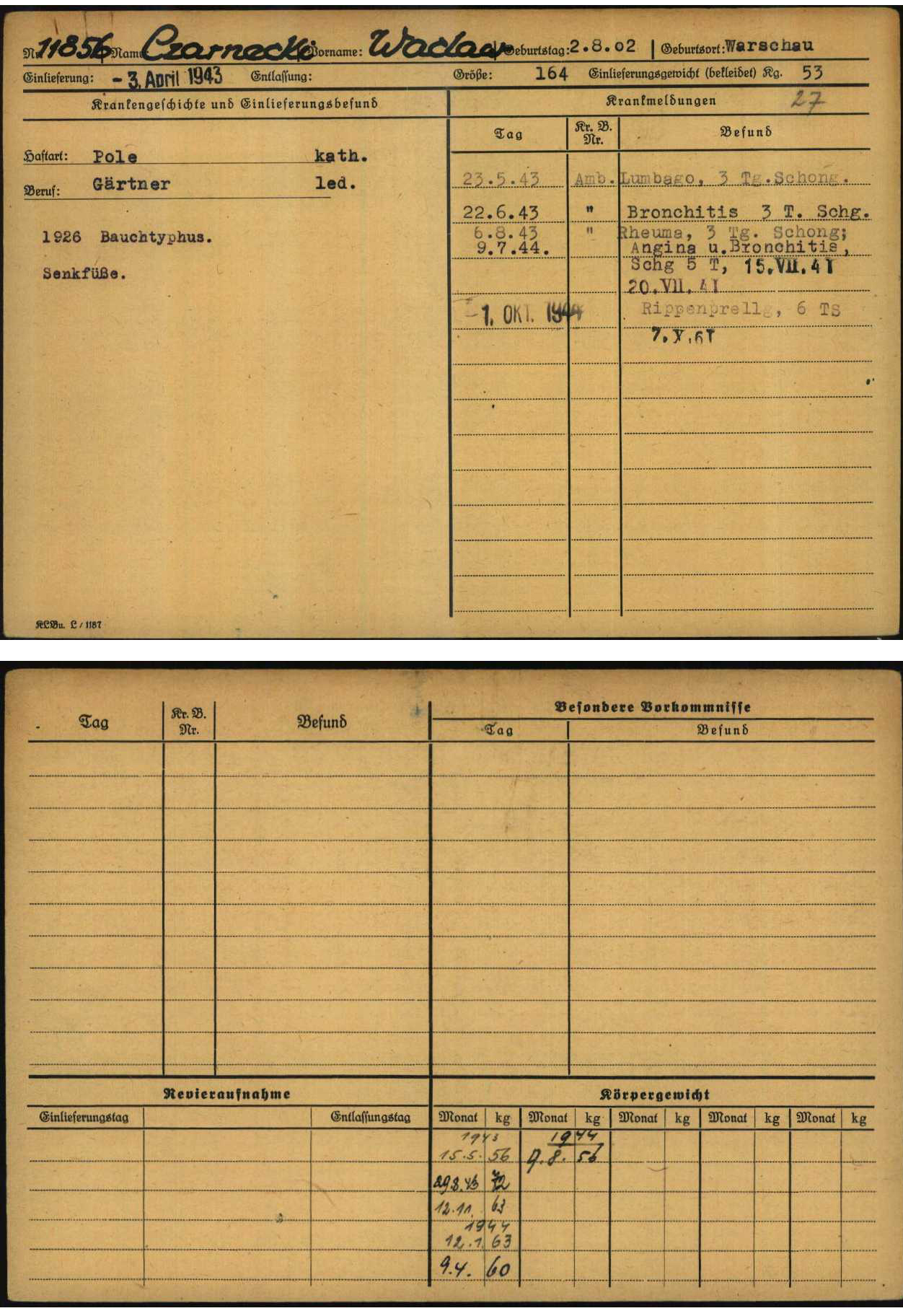
Karta medyczna Czarneckiego z Buchenwaldu, awers i rewers. Wszystkie przebyte choroby i problemy zdrowotne znamienne.

Dnia 16 grudnia 1942 roku został aresztowany przez niemieckiego okupanta i osadzony w Majdanku. Drugiego kwietnia 1943 w pierwszym transporcie z tego obozu, liczącym 1000 osób, dotarł do Buchenwaldu, gdzie dostał numer obozowy 11856. W Buchenwaldzie był przydzielany do różnych komand, pracował m.in. w biurze pracy oraz w fabryce broni Gunstloff-Werke II.
Podczas pobytu w Buchenwaldzie udzielał się aktywnie w podziemnych strukturach obozowych, to jest w polskiej sekcji Międzynarodowego Komitetu Obozowego, w Gwardii Ludowej I rzutu oraz PPR-ze, w którym był jednym z członków kierownictwa. Należał do jedenastoosobowej grupy członków założycielskich Polskiego Komitetu Antyfaszystowskiego utworzonego w 1944 roku w maju, a w listopadzie uznanego za Radę Narodową Polaków w Buchenwaldzie. Czarnecki wszedł do prezydium tej Rady.
Działał w obozowym podziemiu kultury.

### Po wojnie

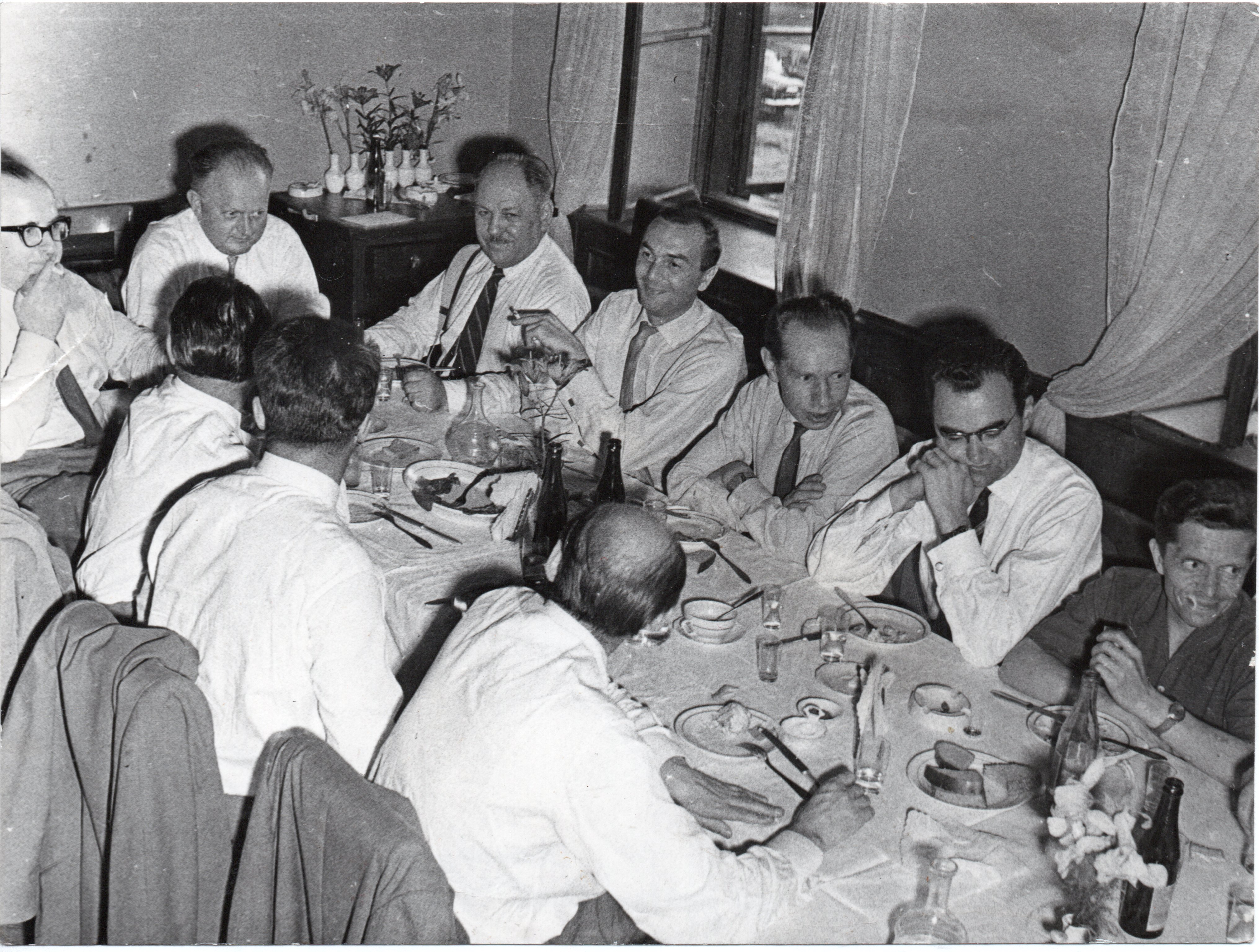
Czarnecki (3. od prawej pod oknem) na spotkaniu Klubu Buchenwald-Dora, fot. Kazimierz Nowicki

Po wojnie Czarnecki wrócił do swojej pracy dziennikarskiej.
Należał do władz naczelnych organizacji kombatanckiej ZBoWiD i działał w Klubie Buchenwald-Dora, funkcjonującym przy tym związku.

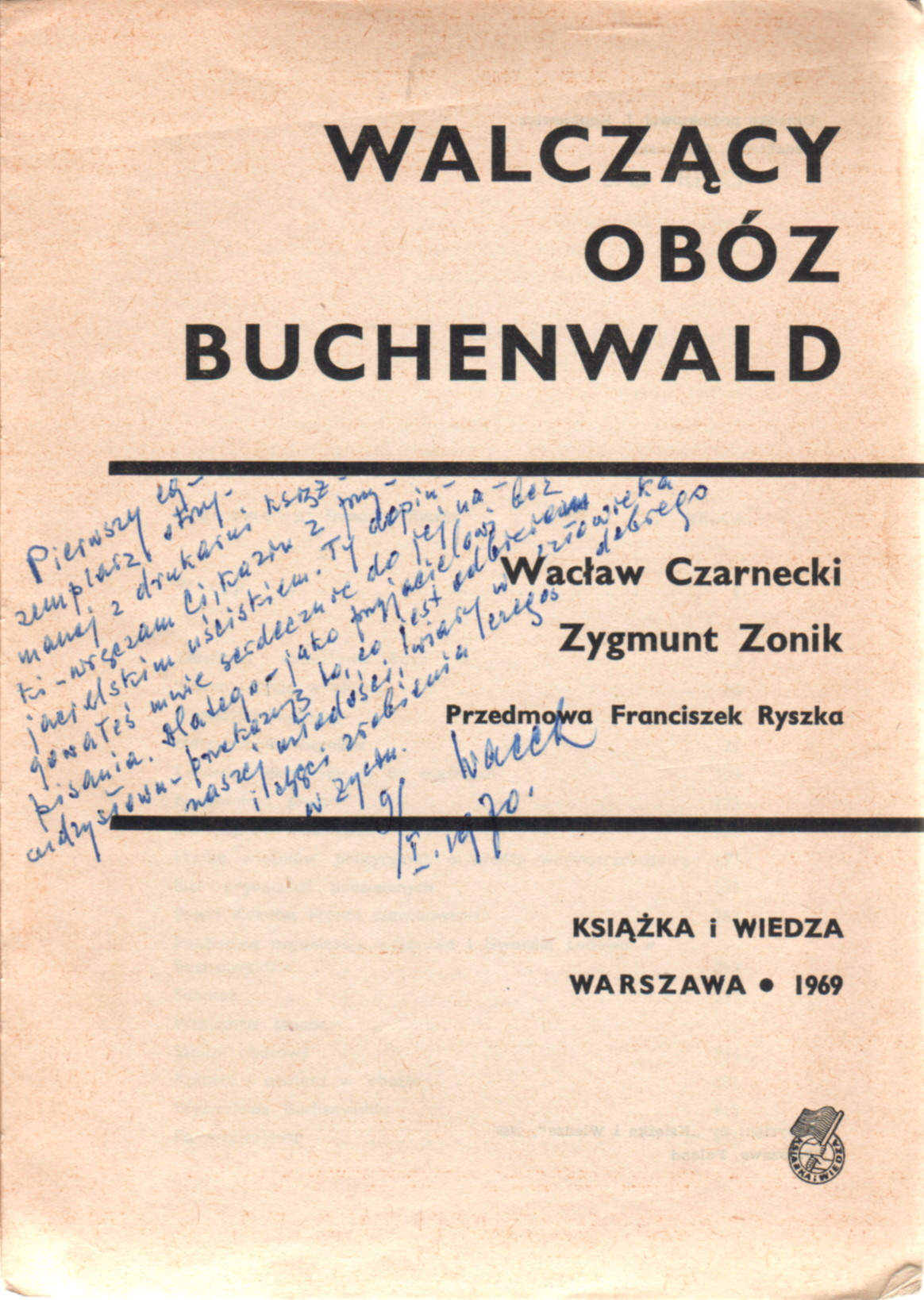
Dedykacja Czarneckiego dla jego buchenwaldzkiego przyjaciela Kazimierza Nowickiego, 1970 r.

Zachęcany przez swojego buchenwaldzkiego przyjaciela Kazimierza Nowickiego podjął się wraz z innym kolegą z Buchenwaldu, pisarzem i autorem książek wydawanych w serii Biblioteka Żółtego Tygrysa Zygmuntem Zonikiem, dzieła udokumentowania i uwiecznienia okrucieństw zadawanych więźniom przez hitlerowskich oprawców i heroicznej walki więźniów o zachowanie człowieczeństwa. Owocem tej pracy jest rzetelnie udokumentowana i wzbogacona licznymi cytatami książka „Walczący obóz Buchenwald”, która ukazała się w 1969 roku. Następne lata ten tandem autorski poświęcił na zbieranie materiałów do kolejnego opracowania, tym razem poświęconego jednemu z najcięższych podobozów buchenwaldzkich, komenderówce Mittelbau-Dora. Cztery lata później ukazała się monografia na ten temat zatytułowana „Kryptonim Dora”.
Po przejściu na emeryturę Czarnecki był jednym ze współorganizatorów Zespołu Seniorów SDP przy Związku Emerytów i Rencistów. Objął funkcję prezesa związku.
Wacław Czarnecki był żonaty z Ireną. Spoczywa na starym cmentarzu na Służewie (lewa strona, kwatera II, rząd 5, grób 10).

## Publikacje

### Współautor
- 1966 – Wyzwolenie Buchenwaldu 11 IV 1945, ZBoWiD. Zarząd Okręgu Warszawskiego. Komisja Historyczna i Propagandowa Klubu Buchenwald-Dora, 15 str.; razem z Włodzimierzem Kulińskim
- 1969 – Wacław Czarnecki, Zygmunt Zonik, Walczący obóz Buchenwald, Warszawa: Książka i Wiedza, 1969.
- 1973 – Kryptonim Dora, Warszawa, Książka i Wiedza, 339 str.; razem z Zygmuntem Zonikiem

### Redaktor
(wydane pośmiertnie)
- 1994 – Polska Partia Socjalistyczna w latach wojny i okupacji 1939-1945 : księga wspomnień. T. 1; społeczny komitet redakcyjny Wacław Czarnecki [et al.]; Polska Fundacja Upowszechniania Nauki ; Polskie Towarzystwo Przyjaciół Pamiętnikarstwa, Warszawa, 880 str.[22]

- 1995 – Polska Partia Socjalistyczna w latach wojny i okupacji 1939-1945. T. 2; społeczny komitet redakcyjny Wacław Czarnecki [et al.]; Polska Fundacja Upowszechniania Nauki: Polskie Towarzystwo Przyjaciół Pamiętnikarstwa, Warszawa, 726 str.

- 1995 – Polska Partia Socjalistyczna w latach wojny i okupacji 1939-1945. [T. 3], Aneks; społeczny komitet redakcyjny Wacław Czarnecki [et al.]; Polska Fundacja Upowszechniania Nauki: Polskie Towarzystwo Przyjaciół Pamiętnikarstwa, Warszawa, 158 str.